# Круузі Йоганнес Михайлович
Йоганнес Михайлович (Міхкелевич) Круузі (23 серпня 1898, село Кукевере волості Амбла Ярваського повіту Естляндської губернії, тепер Естонія — 10 вересня 1941, місто Таллінн, тепер Естонія) — радянський естонський діяч, залізничник, машиніст-інструктор Талліннського залізничного вузла Естонської залізниці. Депутат Верховної Ради СРСР 1-го скликання (1941).

## Життєпис
Народився в бідній селянській родині. Трудову діяльність розпочав у тринадцятирічному віці. З 1911 по 1913 рік працював чорноробом на Балтійській паперопрядильній фабриці в Ревелі (Таллінні). З 1913 по 1915 рік був учнем приватної слюсарної майстерні в Ревелі. У 1915—1917 роках — помічник слюсаря майстерні Ревельської морської фортеці Петра І.
У січні 1917 року призваний до російської армії, учасник Першої світової війни. У жовтні 1917 року потрапив до німецького полону, де перебував до грудня 1918 року. Наприкінці 1918 року повернувся до Таллінна.
З квітня 1919 по 1937 рік працював помічником машиніста, з 1937 року — машиністом паровоза у депо Таллінна. Брав участь у стихійних виступах робітників.
У 1940—1941 роках — машиніст-інструктор Талліннського залізничного вузла Естонської залізниці, один із ініціаторів руху машиністів-«важковаговиків». У 1940 році обраний головою ревізійної комісії місцевого комітету профспілки Талліннського депо.
У 1941 році став кандидатом у члени ВКП(б), також увійшов до складу лінійного суду на Естонській залізниці.
Під час німецько-радянської війни брав активну участь в евакуації залізничних вантажів через Талліннський порт. Сам виїхати із Таллінна не зміг, і при спробі залишити місто суходолом був схоплений німецьким патрулем. Після десяти днів тортур розстріляний 10 вересня 1941 року.